# Wissenschaftspreis des Markenverbandes
Der Wissenschaftspreis des Markenverbandes ist ein Wissenschaftspreis, der seit 1980 alle zwei Jahre gemeinsam vom Markenverband e. V. sowie der Gesellschaft zur Erforschung des Markenwesens e. V. (G·E·M) verliehen wird. Der Preis zeichnet Einzelpersonen oder Teams für ihre wissenschaftliche Arbeiten aus, „die der Thematik der Markenführung und des Markenwesens zentral gewidmet und geeignet sind, die Kenntnisse von Entwicklungen in diesem Bereich generell zu erweitern oder zu vertiefen“. Die Stiftung dieses ältesten deutschen Preises zur Markenführung und Markenforschung durch den Markenverband erfolgte anlässlich des 75-jährigen Bestehens des Markenverbandes im Jahr 1978. Der Preis ist mit 10.000 Euro dotiert.

## Preisträger (1. Preis)
- 1980 Renate Wieferink: Die Handelsmarke aus Sicht der Verbraucher
- 1982 Johanna Höhl-Seibel: Zweitmarken. Ein entscheidungs-orientierter Ansatz aus Sicht des Markenartikel-Herstellers bei Gütern des täglichen Bedarfs
- 1984 Anneliese Lippegaus: Geplanter Transfer von Markenimages.
- 1986 Johann David Herstatt: Die Entwicklung von Markennamen im Rahmen der Neuproduktplanung
- 1988 Holger Hätty: Der Markentransfer
- 1990 Frauke Henning-Bodewig und Annette Kur: Marke und Verbraucher: Funktionen der Marke in der Marktwirtschaft
- 1992 Arnd Liedtke: Bestimmungsfaktoren, Strategien und Maßnahmen beim Wechsel des Markennamens
- 1994 Matthias Sander: Die Bestimmung und Steuerung des Wertes von Marken – Eine Analyse aus Sicht des Markeninhabers
- 1996 Stephan Feige: Handelsorientierte Markenführung. Strategien zur Profilierung von Konsumgüterherstellern beim Handel
- 1998 Henrik Sattler: Monetäre Bewertung von Markenstrategien für neue Produkte
- 2000 Thomas Goerdt: Die Marken- und Einkaufsstättentreue der Konsumenten als Bestimmungsfaktor des vertikalen Beziehungsmarketing
- 2002 Anne Christin Kemper: Strategische Markenpolitik im Investitionsgüterbereich
- 2004 Franziska Völckner: Neuprodukterfolg bei kurzlebigen Konsumgütern – Eine empirische Analyse der Erfolgsfaktoren von Markentransfers
- 2006 Fabian von Loewenfeld: Brand Communities: Erfolgsfaktoren und ökonomische Relevanz von Markengemeinschaften
- 2008 Judith Giersch: Corporate Brand Management international tätiger Unternehmen – Verhaltenswissenschaftliche Analyse interner und externer Zielgruppeneffekte unter Berücksichtigung landeskultureller Aspekte
- 2010 Falko Eichen: Messung und Steuerung der Markenbeziehungsqualität – Eine branchenübergreifende Studie im Konsumgütermarkt
- 2012 Sabrina Hegner: Die Relevanz des Vertrauens für das Identitätsbasierte Management globaler Marken – Ein interkultureller Vergleich zwischen Deutschland, Indien und Südafrika
- 2014 Verena Batt: Qualität der Internen Markenführung – Konzeptualisierung, empirische Befunde und Steuerung eines markenkonformen Mitarbeiterverhaltens
- 2016 Stefanie Schnebelen: Brand Happiness – Conceptual, Theoretical, and Empirical Investigations of a Promising New Branding Asset
- 2018 Maren Becker: Advertising Effectiveness: The Role of Content
- 2020 Hannes Gurzki: The Creation of Extraordinary - Perspectives on Luxury
- 2023 Felix Anton Sklenarz: Dealing with Disruption: Analyzing the Role of Market Share and Financial Brand Value in Times of Change